# Драбина (теорія графів)
В теорії графів драбина Ln — планарний неорієнтований граф з 2n вершинами і n+2(n-1) ребрами .
Драбину можна отримати прямим добутком двох шляхів, один з яких має тільки одне ребро — Ln,1 = Pn × P1 . Якщо додати ще два ребра, що перетинаються і з'єднують чотири вершини драбини зі степенем два, одержимо кубічний граф — драбину Мебіуса.
З побудови, драбина Ln ізоморфна решітці G2,n і виглядає як драбина з n щаблями. Граф є гамільтоновим з охопленням 4 (якщо n>1) і хроматичним індексом 3 (якщо n>2).
Хроматичне число драбини дорівнює 2, а її хроматичний многочлен дорівнює {\displaystyle (x-1)x(x^{2}-3x+3)^{(n-1)}}.

## Кільцевий драбинний граф
Кільцевий драбинний граф CLn — це прямий добуток циклу довжини n≥3 і ребра. В символьному вигляді CLn = Cn × P1. Граф має 2n вершин і 3n ребер. Подібно до драбини граф є зв'язним, планарним і гамільтоновим, але граф є двочастковим тоді й лише тоді, коли n парне.
Кільцевий драбинний граф — це багатогранний граф призм, тому його частіше називають графом призми.
Кільцеві драбинні графи:
| CL3 | CL4 | CL5 | CL6 | CL7 | CL8 |

## Драбина Мебіуса
З'єднавши чотири вершини степеня 2 «навхрест», отримаємо кубічний граф, який називають драбиною Мебіуса.

Два вигляди драбини МебіусаM_{16}.

## Галерея

Драбини L_{1}, L_{2}, L_{3}, L_{4} і L_{5}.

Хроматичне число драбини дорівнює 2.